# Safia rufipicta
Safia rufipicta là một loài bướm đêm trong họ Noctuidae.